# Robert Nozick
Robert Nozick (16. listopadu 1938 – 23. ledna 2002) byl americký filozof a politolog, představitel politického liberalismu, který silně ovlivnil pravicové politické myšlení 70. a 80. let 20. století.
Narodil se New Yorku, v židovské rodině utečenců z Ruska. Vystudoval filozofii na Kolumbijské univerzitě, v Princetonu a na Harvardu. Na Harvardu se stal profesorem filozofie (stejně jako na Rockefellerově univerzitě). Jeho první kniha Anarchy, State and Utopia vyšla roku 1974 (získal za ni National Book Award). Hájil v ní liberální/libertariánské politické hodnoty, brojil proti sociálnímu státu a přerozdělování, volal po privatizaci, ekonomizaci veřejného života a minimálním státu. To mu zajistilo mimořádné postavení v médiích a intelektuálních kruzích, které v 70. a 80. letech v USA a Británii začaly být pravicově orientované (éra reaganismu a thatcherismu). V dalších knihách (zejm. Philosophical Explanation) se však věnoval více filozofickým otázkám. Dospívá zde k přesvědčení, že hlavním tématem filozofie není pravda, ale porozumění sobě samému, otázka významu.